# Powary
Powary (lit. Pavariai) − wieś na Litwie, w rejonie solecznickim, 4 km na północny zachód od Podborza, zamieszkana przez 7 ludzi. Przed II wojną światową w Polsce, w powiecie lidzkim województwa nowogródzkiego.